# Buenavista (Boyacá)

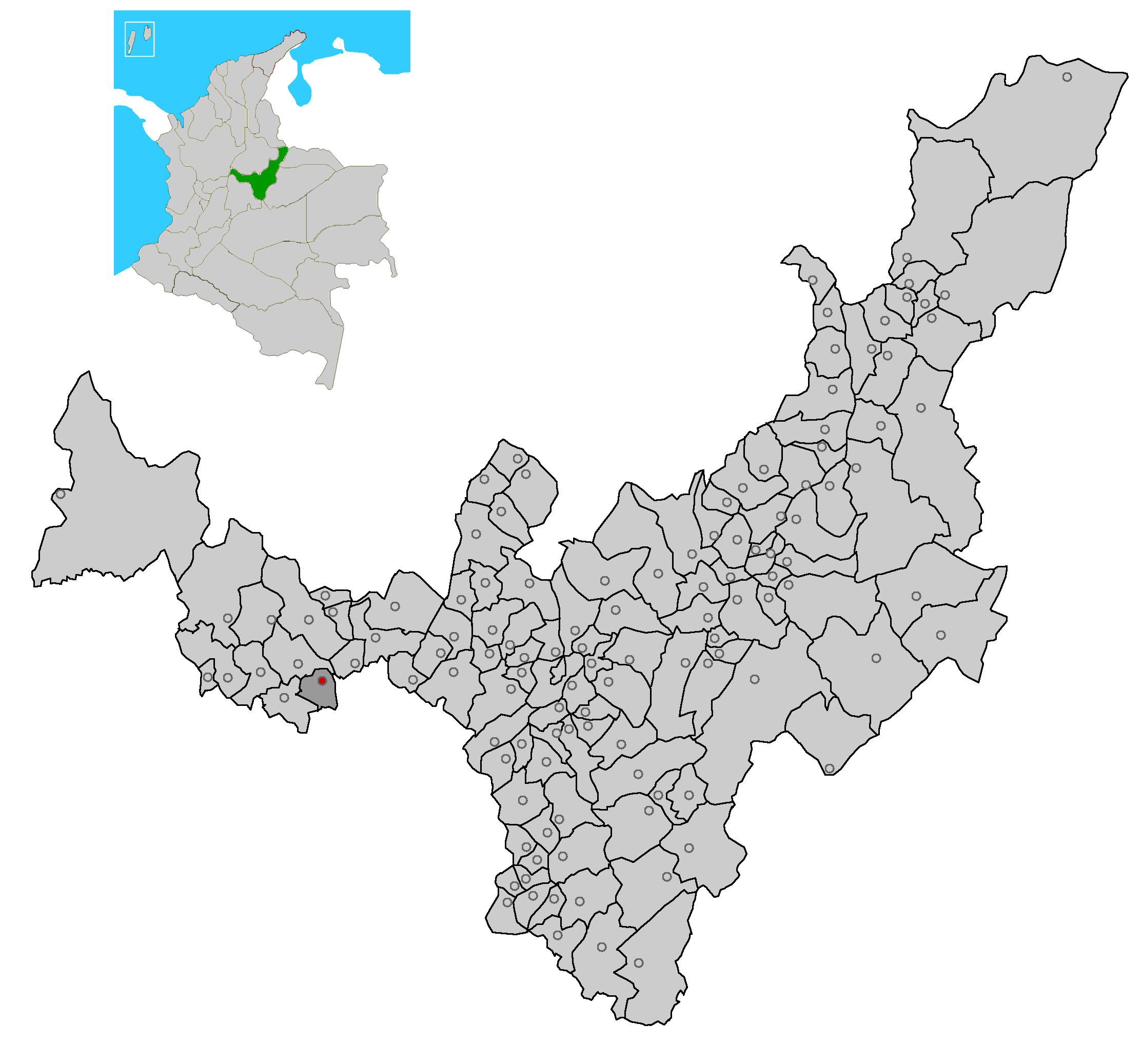
Localização de Buenavista no departamento de Boyacá.

Buenavista é um município no departamento de Boyacá, na Colômbia.